# Közhasznú alapítvány
A közhasznú alapítvány olyan alapítvány, amelyet közhasznú szervezetté minősítettek.

## Törvényi szabályozás
Az alapítványok létrehozását a Polgári törvénykönyv szabályozza.
A közhasznúvá nyilvánítás feltételeit az egyesülési jogról, a közhasznú jogállásról, valamint a civil szervezetek működéséről és támogatásáról szóló 2011. évi CLXXV. törvény szabályozza, felváltva ezzel többek között a közhasznú szervezetekről szóló 1997. évi CLVI. törvényt.